# Copidosoma dailinicum
Copidosoma dailinicum är en stekelart som först beskrevs av Yin-Xia Liao 1987.  Copidosoma dailinicum ingår i släktet Copidosoma och familjen sköldlussteklar. Inga underarter finns listade i Catalogue of Life.